# Мерендское ханство
Мерендское ханство (азерб. Mərənd xanlığı) — феодальное владение, образованное на территории Южного Азербайджана после смерти Надир-шаха и падения династии Афшаров, существовавшее во второй половине XVIII века. На севере граничило с округом Гергер, на востоке с Карадагским ханством, с юга Тебризским ханством, на западе Хойским ханством.

## История
Основателем ханства является Мухаммедрза-хан Меренди. После смерти Надир-шаха правителем Меренда стал Мухаммадрза-хан. За власть боролись потомки Мир Кылынч Баба Хана, родом из Еканского магала, а также  представители клана Дюнбили из Хоя.

## Правители
- Мухаммадрза-хан Меренди
- Назар-Али-хан Меренди

## Административное устройство ханства
Ханство было разделено на Мерендский, Джульфинский, Зунузский и Еканские магалы.